# Gran Premio Industria e Commercio di Prato 1956
Il Gran Premio Industria e Commercio di Prato 1956, undicesima edizione della corsa, si svolse il 9 settembre 1956 su un percorso di 266 km, con partenza e arrivo a Prato. La vittoria fu appannaggio dell'italiano Danilo Barozzi, che completò il percorso in 7h09'00", alla media di 37,203 km/h, precedendo i connazionali Giorgio Albani e Fiorenzo Magni.

## Ordine d'arrivo (Top 10)
| Pos. | Corridore            | Squadra             | Tempo    |
| ---- | -------------------- | ------------------- | -------- |
| 1    | Danilo Barozzi       | Atala-Pirelli       | 7h09'00" |
| 2    | Giorgio Albani       | Legnano             | a 0'31"  |
| 3    | Fiorenzo Magni       | Nivea-Fuchs-Clément | s.t.     |
| 4    | Cleto Maule          | Torpado             | s.t.     |
| 5    | Alfo Ferrari         | Arbos-Bif-Clément   | s.t.     |
| 6    | Fausto Coppi         | Carpano-Coppi       | s.t.     |
| 7    | Pierino Baffi        | Nivea-Fuchs-Clément | s.t.     |
| 8    | Waldemaro Bartolozzi | Legnano             | s.t.     |
| 9    | Secondo Finessi      |                     | s.t.     |
| 10   | Angelo Conterno      | Bianchi             | s.t.     |